# Урдорф
Урдорф (нім. Urdorf) — місто  в Швейцарії в кантоні Цюрих, округ Дітікон.

## Географія
Місто розташоване на відстані близько 90 км на північний схід від Берна, 9 км на захід від Цюриха.
Урдорф має площу 7,6 км², з яких на 34,6% дозволяється будівництво (житлове та будівництво доріг), 32,1% використовуються в сільськогосподарських цілях, 32,3% зайнято лісами, 1,1% не є продуктивними (річки, льодовики або гори).

## Демографія
2019 року в місті мешкало 9981 особа (+11% порівняно з 2010 роком), іноземців було 24,9%. Густота населення становила 1317 осіб/км².
За віковим діапазоном населення розподілялося таким чином: 20,5% — особи молодші 20 років, 60% — особи у віці 20—64 років, 19,5% — особи у віці 65 років та старші. Було 4484 помешкань (у середньому 2,2 особи в помешканні).
Із загальної кількості 6398 працюючих 21 був зайнятий в первинному секторі, 1349 — в обробній промисловості, 5028 — в галузі послуг.